# Bement
Bement es una villa ubicada en el condado de Piatt en el estado estadounidense de Illinois. En el Censo de 2010 tenía una población de 1730 habitantes y una densidad poblacional de 826,68 personas por km².

## Geografía
Bement se encuentra ubicada en las coordenadas 39°55′23″N 88°34′19″O / 39.92306, -88.57194. Según la Oficina del Censo de los Estados Unidos, Bement tiene una superficie total de 2.09 km², de la cual 2.09 km² corresponden a tierra firme y (0%) 0 km² es agua.

## Demografía
Según el censo de 2010, había 1730 personas residiendo en Bement. La densidad de población era de 826,68 hab./km². De los 1730 habitantes, Bement estaba compuesto por el 97.75% blancos, el 0.4% eran afroamericanos, el 0.12% eran amerindios, el 0.17% eran asiáticos, el 0.23% eran isleños del Pacífico, el 0.23% eran de otras razas y el 1.1% pertenecían a dos o más razas. Del total de la población el 1.1% eran hispanos o latinos de cualquier raza.